# Englisches Viertel (Dresden)

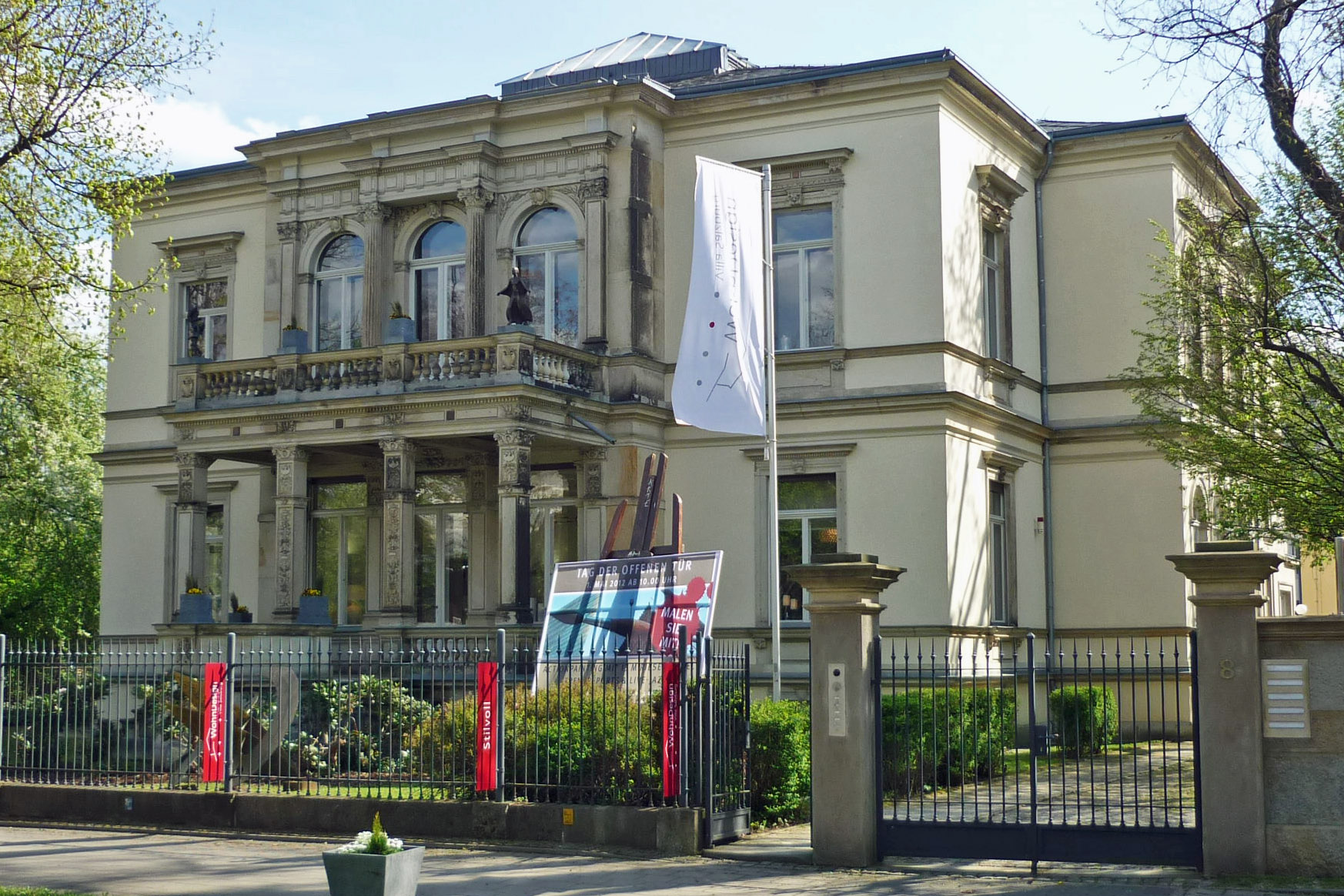
Villa Salzburg, Tiergartenstraße 8

Das Englische Viertel war ein Stadtviertel in der östlichen Dresdner Seevorstadt südlich der Bürgerwiese. Es entstand ab dem zweiten Viertel des 18. Jahrhunderts infolge des starken Bevölkerungswachstums der Hauptstadt des Königreichs Sachsen im Übergangsbereich der Dresdner Vorstädte zu den damals außerstädtischen Vororten. Benannt war es nach den vielen dort lebenden Engländern, die Ende der 1860er die Englische Kirche erbauten und 1874 den Dresden English Football Club gründeten.

## Geschichte

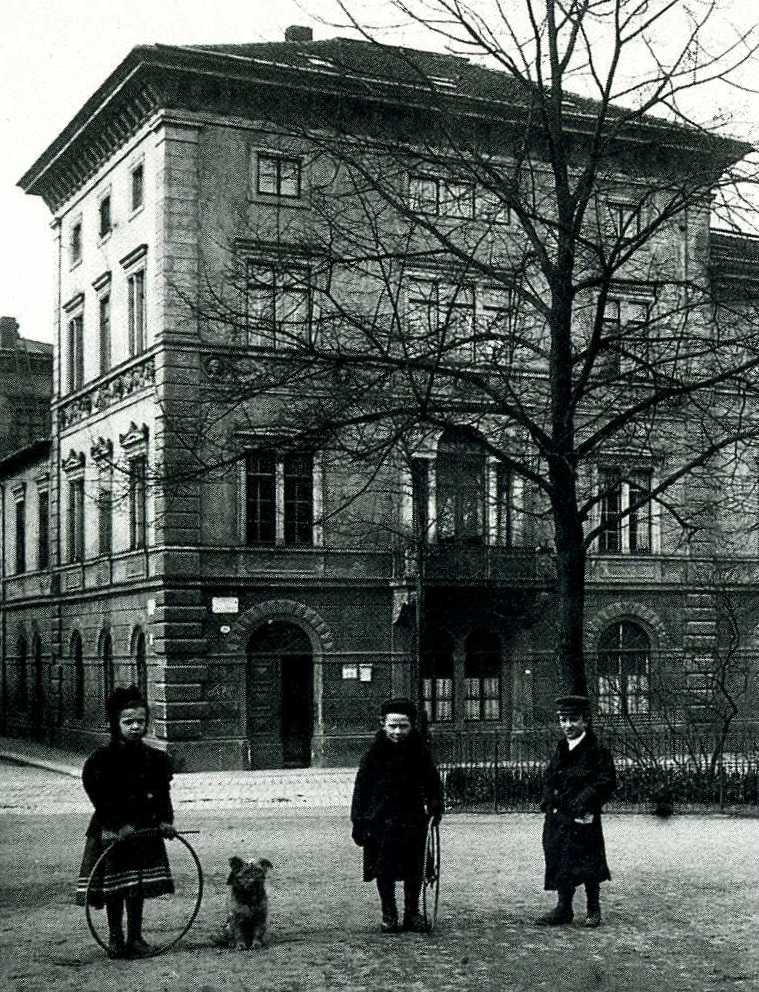
Mietshaus Bürgerwiese 14 in geschlossener Bebauung

Die Weißeritz sowie fehlende Übergänge an der damals ebenerdig verlaufenden Bahnstrecke wirkten im Westen als Barrieren, im Osten gab es 1826 bis in die 1860er Jahre ein königliches Bauverbot von der Stadt zum und um den Großen Garten, sodass das Wachstum der Stadt vor allem nach Norden und Süden erfolgte, was sich insbesondere auf der linkselbischen Altstadtseite in den Eingemeindungen des 19. Jahrhunderts widerspiegelt. Neben der erhöhten Ausnutzung der Wohnflächen durch Aufstockungen und der Bebauung freier Hofflächen, insbesondere entlang der Ausfallstraßen, ermöglichten qualitativ verbesserte Verkehrsmittel auch die Trennung von Wohn- und Arbeitsort, was zur Anlage neuer Wohnviertel führte.
Frédéric de Villers, Französischprofessor an der Dresdner Kadettenanstalt, erwarb 1826 einen großen Teil des weitläufigen Gartengrundstücks des Palais Moszinska aus der Erbmasse seines verstorbenen Schwagers und ließ bestehende Wirtschafts- und Wohngebäude an der Bürgerwiese aus- und umbauen. Ab dem Jahr 1838 veräußerte er große Teile des Gartens in preiswerten Parzellen, was das auslösende Moment zur Neuanlage des Englischen Viertels wurde. Zunächst erfolgte die Bebauung stadtwärts nach Nordwesten hin (beispielsweise Mietshaus Bürgerwiese 14). Die Grundstückseigentümer konnten bei der Stadt durchsetzen, dass dies in geschlossener Form erfolgen durfte, wodurch sie deutlich mehr vermietbaren Wohnraum gegenüber offener Villenbebauung erhielten. Bereits 1846/47 war im Westen des Areals die Anlage der von der Bürgerwiese abzweigenden Lüttichaustraße (heutige Hans-Dankner-Straße) notwendig, die in den folgenden Jahren den Ausgangspunkt für weitere Straßenanlagen bildete: Struve-, Moscinsky- und Räcknitzer Straße sowie Lindengasse. Erst 1863 legte die Baubehörde fest, dass die noch unbebaute Fläche entlang der äußeren (= östlichen) Bürgerwiese in offener Bebauung zu erschließen ist.

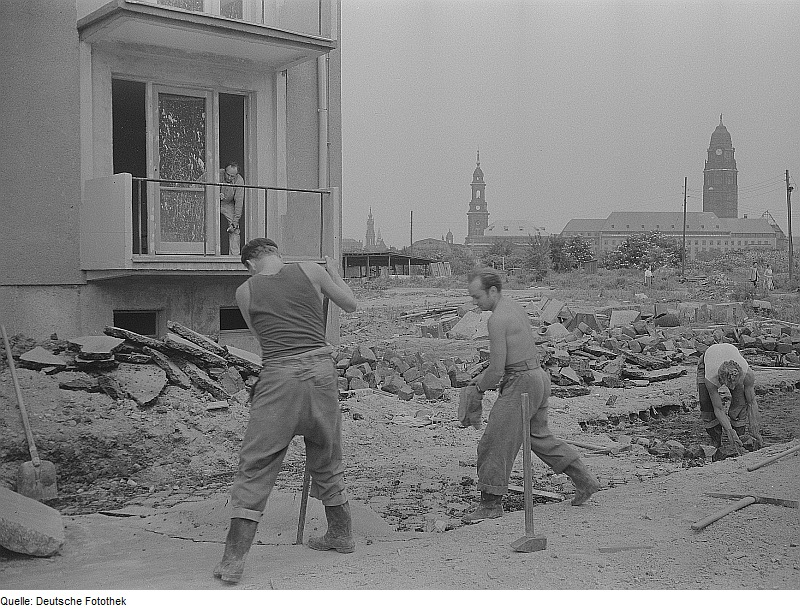
Neubebauung der Seevorstadt nach der Enttrümmerung ab den 1950er Jahren

Unter Beteiligung des preußischen Gartenbaudirektors Peter Joseph Lenné, der eine Verschmelzung der parkartigen Bürgerwiese mit dem Wohnviertel erschaffen wollte, entstanden die nächsten Straßen (Goethe-, Lessing-, Gellert- und Parkstraße) nicht mehr streng linear und rechtwinklig zueinander, sondern sie erhielten – in Fortführung einer natürlichen Parklandschaft im englischen Stil – eine geschwungene Führung. Er empfahl zudem, das Viertel frei von abgasverursachenden Gewerben zu halten und die Straßen breit anzulegen, um alleenartige Baumpflanzungen zu ermöglichen, wodurch sich die Wohnsqualität deutlich steigern sollte. Auch wenn nicht alle Vorschläge Lennés berücksichtigt wurden, entstanden vornehme Villen wie an der Beuststraße 1 oder der Goethestraße 6.
Das Jahr 1945 markiert das Ende des Englischen Viertels: Durch die Luftangriffe auf Dresden und die Enttrümmerung der Stadt wurde nahezu das gesamte Viertel zerstört. Beim Wiederaufbau Dresdens in sozialistischer Zeit wurden einige Straßenverläufe verändert. Insbesondere im östlichen Teil sind Wohnblöcke seitdem die vorherrschende Bebauung.
Die 1874 erbaute Villa Salzburg in der Tiergartenstraße gegenüber dem Haupteingang des Dresdner Zoos ist das letzte Bauwerk des Englischen Viertels. Sie gehört heute zum benachbarten Stadtteil Strehlen.